# Bolechiv
Bolechiv (Oekraïens: Болехів, Pools: Bolechów) is een plaats in Oekraïne (oblast Ivano-Frankivsk) en telt 10.623 inwoners.
Een aantal ondernemingen in de stad houdt zich bezig met de productie van meubels en van lederwaren.

## Geschiedenis
De stad werd in 1371 voor het eerst schriftelijk vermeld, 1603 verkreeg ze stadsrechten. Tot 1772 lag de plaats in het Pools-Litouwse Gemenebest, daarna kwam de plaats onder heerschappij van Oostenrijk binnen Galicië en was van 1850 tot 1867 zetel van een districtshoofdmanschap. In deze periode gingen zich in de stad en omgeving Duitstaligen vestigen, in de stad zelf waren dat voornamelijk Joden. Dit werd mede mogelijk gemaakt door de opening van een spoorwegstation aan de lijn Stryi–Ivano-Frankivsk in 1875.
In 1918 kwam de plaats in Polen te liggen; in 1939 kwam het onder Sovjet-Russische bezetting en in 1941 onder Duitse bezetting. De gehele Joodse bevolking werd in deze jaren gedeporteerd en vermoord.
Na de Tweede Wereldoorlog kwam het gebied waar Bolechiv ligt bij de Sovjet-Unie te horen, binnen de Oekraïense SSR. Vanaf 1940 was het al de hoofdstad van het rajon Bolechiv, wat het bleef tot 1964. Vanaf 1993 is de stad binnen onafhankelijk Oekraïne gelegen.

##### Joods verleden en holocaust
In 1890 was ongeveer 75% van de bevolking van de stad Joods. Gewelddadigheden begonnen in 1935, door een vijandige overheid en -bevolking, en escaleerden na de Duitse verovering in 1941. De Joodse bevolking telde toen 3000 personen.
Op 28 en 29 oktober 1941, vier maanden na inname van de stad, voerden de Duitsers een eerste Aktion uit. Omstreeks 1000 joodse leiders, rabbi's, dokters en welgestelden, werden opgehaald, twee dagen gemarteld en daarna in een bos doodgeschoten.
In 1941 en 1942 kreeg de stad er enkele duizenden Joden bij vanuit omliggende plaatsen.
Van 3 tot 5 september 1942 voerden de Duitsers een tweede Aktion uit, met medewerking van Oekraïense collaborateurs. Ditmaal werden ongeveer 1500 Joden vermoord waaronder 600-700 kinderen, 2000 werden naar het vernietigingskamp Bełżec gebracht en daar gedood. De acties gingen door tot in 1943, waarbij de nog overlevende 900 Joden in groepen naar het nabijgelegen massagraf werden gevoerd en daar werden gedood. Slechts 48 Joden uit Bolechiv overleefden de Tweede Wereldoorlog.
Daniel Mendelsohn schreef een boek over deze gebeurtenissen: The Lost: A Search for Six of Six Million. Shlomo Adler, een overlevende, schreef het boek "Ik ben weer een Jood" in het Hebreeuws. De Duitse schrijver Anatol Regnier, die trouwde met een Israëlische zangeres, dochter van een overlevende uit Bolechov, schreef "Damals in Bolechóv: Eine jüdische Odyssee".
Over deze boeken is een filmdocumentaire "Murderers and Neighbors" gemaakt, waarin de verhalen van de overlevenden worden nagelopen en ook die van sommige Oekraïense buren die getuigen waren.